# 野川台
野川台（のがわだい）は、神奈川県川崎市宮前区の町名。現行行政地名は野川台1丁目から野川台3丁目で、住居表示実施済み区域。

## 地理
宮前区の南東部に位置し、西に東有馬で、それ以外の周辺は西野川と接している。

### 地価
住宅地の地価は、2025年（令和7年）1月1日の公示地価によれば、野川台1-12-8の地点で21万6000円/m²となっている。

## 歴史

### 沿革
以前の歴史は、野川 (川崎市)#歴史を参照。
- 2020年（令和2年）11月9日 - 野川の一部を分離し、野川台1丁目から野川台3丁目を新設[4][6]。

## 世帯数と人口
2025年（令和7年）6月30日現在（川崎市発表）の世帯数と人口は以下の通りである。
| 丁目        | 世帯数    | 人口    |
| ----------- | --------- | ------- |
| 野川台1丁目 | 565世帯   | 1,290人 |
| 野川台2丁目 | 559世帯   | 1,318人 |
| 野川台3丁目 | 449世帯   | 930人   |
| 計          | 1,573世帯 | 3,538人 |

## 学区
市立小・中学校に通う場合、学区は以下の通りとなる（2022年4月時点）。
| 丁目        | 番・番地等 | 小学校               | 中学校             |
| ----------- | ---------- | -------------------- | ------------------ |
| 野川台1丁目 | 全域       | 川崎市立西野川小学校 | 川崎市立野川中学校 |
| 野川台2丁目 | 全域       | 川崎市立西野川小学校 | 川崎市立野川中学校 |
| 野川台3丁目 | 全域       | 川崎市立西野川小学校 | 川崎市立野川中学校 |

## 事業所
2021年（令和3年）現在の経済センサス調査による事業所数と従業員数は以下の通りである。
| 丁目        | 事業所数 | 従業員数 |
| ----------- | -------- | -------- |
| 野川台1丁目 | 30事業所 | 135人    |
| 野川台2丁目 | 10事業所 | 40人     |
| 野川台3丁目 | 13事業所 | 373人    |
| 計          | 53事業所 | 548人    |

## 施設
野川台1丁目
野川こども文化センター
野川台2丁目
野川台3丁目
川崎市立西野川小学校

## その他

### 日本郵便
- 郵便番号 : 216-0043[2]（集配局 : 宮前郵便局[10]）

### 警察
町内の警察の管轄区域は以下の通りである。
| 丁目        | 番・番地等 | 警察署     | 交番・駐在所 |
| ----------- | ---------- | ---------- | ------------ |
| 野川台1丁目 | 全域       | 宮前警察署 | 野川交番     |
| 野川台2丁目 | 全域       | 宮前警察署 | 野川交番     |
| 野川台3丁目 | 全域       | 宮前警察署 | 野川交番     |